# Cube (film, 1997)
Pour les articles homonymes, voir Cube (homonymie).
Série
Cube 2
(2002)
Pour plus de détails, voir Fiche technique et Distribution.
Cube est un film de science-fiction horrifique canadien réalisé par Vincenzo Natali, sorti en 1997. Une suite, Cube 2, est sortie en 2002 ainsi qu'une préquelle, Cube Zero, directement en vidéo en 2004. En 2021, un remake japonais, Cube, est réalisé.

## Synopsis
Un homme s’éveille au centre d’une pièce cubique vide, possédant des issues au centre de toutes ses faces. Il utilise une des trappes pour la quitter et se retrouve dans une pièce identique à l’exception de la couleur. Sans avertissement, il est tué par un grillage de fils de rasoir qui le découpent en morceaux.
Dans des pièces adjacentes, cinq personnes se rencontrent, vêtues de façon identique, toutes ignorant la raison de leur présence dans ce lieu et ne se souvenant pas de leurs arrivées respectives. Quentin, un policier, informe les autres que certaines pièces sont mortelles, ayant réchappé à l’une d’elles. Rennes, une des personnes présentes, le sait et utilise ses bottes pour tester la dangerosité des pièces. En passant dans la pièce suivante, Leaven, toujours au lycée mais très douée en mathématiques, note la présence de numéros sur le bord des pièces. Quentin reconnaît Rennes et l’identifie comme étant un malfrat, spécialiste de l’évasion. Holloway annonce qu’elle est médecin et adepte des théories du complot, déclarant que seul le gouvernement peut les avoir conduits ici, tandis que Worth annonce qu’il n’a aucune particularité dans la vie. Lors du passage dans la pièce suivante, Rennes est tué, aspergé par un puissant acide qui lui ronge le visage. Les rescapés comprennent que les pièces sont dotées de capteurs différents.
En regardant les numéros de plus près, Leaven détermine que les pièces identifiées par une série de nombres premiers sont piégées, ce qui permet au groupe de progresser. Ils sont vite rejoints par Kazan, un jeune handicapé mental que Holloway prend sous sa protection. La tension s'accroît quand Quentin manque de mourir dans une pièce réputée sûre, ce qui fait comprendre à Leaven que la clé de l’énigme est plus complexe qu’au premier abord. Une dispute avec Worth permet au groupe d’apprendre qu’en réalité, il a participé à la construction du Cube, ayant dessiné la coquille externe de l’engin. Leaven mesure la taille de l’engin et détermine qu’il y a plus de 17 000 pièces cubiques. Elle comprend aussi la logique des nombres, ces derniers donnant aussi leurs emplacements sur un plan en trois dimensions.
Le groupe tente de rejoindre un des bords du cube, mais une couche de pièces piégées en interdit l’accès. Quentin décide de passer par l’une pourvue de détecteurs acoustiques. Un par un, les enfermés passent dans le plus grand silence mais Kazan manque de tuer Quentin en poussant un court cri de bonheur, ce qui provoque la colère du policier qui perd de plus en plus ses nerfs et en vient aux mains avec Holloway. Parvenu au bord du cube, le groupe voit la coquille externe, sans issue visible. Holloway est attachée à une corde de fortune pour explorer les alentours mais une des secousses régulières de l’endroit lui fait perdre l’équilibre. Quentin la rattrape, mais le policier la lâche dans le vide en fin de compte, prétendant que sa main a glissé.
Worth intervient quand Quentin commence à laisser libre court à ses fantasmes envers Leaven, mais le policier le bat et le jette dans la pièce du dessous. Worth se met alors à rire de façon hystérique. Il a atterri à côté du cadavre de Rennes et le groupe ne comprend pas comment ils ont pu tourner en rond. Worth émet l’hypothèse que les pièces du cube se déplacent de façon régulière, ce que Leaven confirme en perçant le dernier secret des nombres. Mais rejoindre le cube permettant de rallier la sortie est impossible, selon elle, sans un ordinateur pour calculer les facteurs correspondants. En répétant les chiffres, Leaven comprend que Kazan est capable d’effectuer ces calculs compliqués en un instant.
Worth attaque alors Quentin pour permettre à ses amis de prendre de l’avance afin de le semer. Parvenus dans le cube de sortie, Leaven comprend en relisant les nombres qu’ils sont revenus dans la pièce du départ, et que tout ce qu’ils auraient dû faire, c’était d’attendre que le cube se mette en bonne position. Mais Quentin surgit et tue Leaven en la poignardant avec un levier. Worth est lui aussi mortellement touché après qu’il a permis à Kazan de regagner la sortie. Il retient Quentin par les pieds afin de le coincer et le policier meurt coupé en deux quand le cube bouge à nouveau, Worth succombe ensuite à ses blessures. Kazan se retrouve dans une pièce violemment éclairée et son corps disparaît de l’image dans un océan de blanc.

## Fiche technique
Sauf indication contraire, les informations mentionnées dans cette section peuvent être confirmées par la base de données cinématographiques IMDb,  présente dans la section « Liens externes ».
- Titre : Cube
- Réalisation : Vincenzo Natali
- Scénario : Vincenzo Natali, Graeme Manson et André Bijelic
- Musique : Mark Korven
- Direction artistique : Diana Magnus
- Décors : Jasna Stefanovic
- Costumes : Wendy May Moore
- Photographie : Derek Rogers
- Son : Peter Kelly, Todd Warren
- Montage : John Sanders
- Production : Mehra Meh et Betty Orr

Production déléguée : Colin Brunton
- Sociétés de production[1] : Cube Libre, Odeon Films, Ontario Film Development Corporation, The Feature Film Project, The Harold Greenberg Fund, Téléfilm Canada et Viacom Canada
- Société de distribution[1] : Cineplex Odeon Films (Canada), Metropolitan Filmexport (France)
- Budget : 250 000 dollars[2]
- Budget : 365 000 dollars (CAD)[3] (estimation)
- Pays d'origine :  Canada
- Langue originale : anglais, allemand, français
- Format[4] : couleur (DeLuxe) - 35 mm - 1,85:1 - son Ultra Stéréo
- Genre : épouvante-horreur, science-fiction, drame, thriller, mystère
- Durée : 90 minutes
- Dates de sortie[5] :
  - Québec : 11 juillet 1997[6]
  - Canada : 9 septembre 1997 (Festival international du film de Toronto), 18 septembre 1997 (Cinéfest Sudbury International Film Festival)
  - France : 28 avril 1999
  - Suisse romande : 17 novembre 1999
  - Grèce : 12 septembre 1997 (Festival international du film d'Athènes)
  - États-Unis : 16 janvier 1998 (Festival du film de Sundance)
  - Allemagne : 19 février 1998 (Berlin International Film Festival)
  - Royaume-Uni : 17 août 1998 (Festival international du film d'Édimbourg)
  - Finlande : 23 septembre 1998 (Festival international du film d'Helsinki)
  - Espagne : octobre 1998 (Festival international du film de Catalogne)
  - Norvège : 19 novembre 1998 (Oslo Film Festival)
  - Portugal : 28 février 1999 (Fantasporto Film Festival)
  - Nouvelle-Zélande : 10 juillet 1999 (Auckland Film Festival - Festival international du film de Nouvelle-Zélande)
  - Hongrie : 10 octobre 1999 (Titanic International Filmpresence Festival)
  - Norvège : 4 juillet 2000 (Filmquart Film Festival)
  - République tchèque : 4 juillet 2000 (Febio Film Festival - International Film Festival Prague)
- Classification[7] :
  -  Canada : 18A - 18 Accompaniment (Les personnes de moins de 18 ans doivent être accompagnées d'un adulte).
  -  Ontario : R - Restricted (Interdit aux moins de 18 ans).
  -  Québec : 16+ - 16 years and over (16 ans et plus).
  -  France : Interdit aux moins de 12 ans (visa d'exploitation no 97105 délivré le 28 avril 1999)[8].

## Distribution
- David Hewlett (VF : Renaud Marx) : David Worth, architecte
- Julian Richings : Alderson, première victime
- Maurice Dean Wint (VF : Sylvain Lemarié) : Quentin, policier
- Nicole de Boer (VF : Julie Dumas)  : Joan Leaven, étudiante en mathématiques
- Nicky Guadagni (en) (VF : Annie Sinigalia)  : Dr Helen Holloway
- Andrew Miller : Kazan, handicapé mental et calculateur prodige
- Wayne Robson (VF : Patrick Laplace)  : Rennes, alias « Le Roitelet », expert en évasion

## Accueil

### Accueil critique
Aux États-Unis, le long-métrage a reçu un accueil critique généralement favorable :
- Les utilisateurs du site Internet Movie Database ont donné un vote moyen pondéré de 7,2⁄10 sur la base de 235 497 critiques[13].
- La presse américaine sur le site Metacritic a des avis favorables, le score obtenu est de 61⁄100 sur la base de 12 avis critiques. De même que le public, il est plutôt reconnaissant en obtenant une moyenne de 7,4⁄10 sur la base de 185 évaluations[9].
- Sur le site agrégateur américain Rotten Tomatoes, le film bénéficie d'un taux d'approbation de 64% basé sur 39 opinions (25 critiques positives et 14 négatives) et d'une note moyenne de 6,30⁄10. Le consensus critique du site Web se lit comme suit : « Cube a parfois du mal à savoir où prendre ses prémisses intrigantes, mais un rythme captivant et une intelligence impressionnante font qu'il est difficile de se détourner. »[10].

En France, les retours sont tout aussi favorables :
- Le site Allociné recense une moyenne des critiques presse de 3,2⁄5 sur la base 9 critiques[11] et recense une moyenne de 3,3⁄5 sur la base 610 critiques de la part des spectateurs[14].
- Sur le site SensCritique, le long métrage obtient une moyenne de 6,3⁄10 sur la base d’environ 24 000 retours du public dont 700 coups de cœur et environ 3 000 envies[15].
- L'hebdomadaire culturel français Télérama recense une moyenne de ses lecteurs de 2,99⁄5 pour 1 509 critiques[12].

### box-office
| pays ou région | box office |
| -------------- | ---------- |
| états-unis     | $489,220   |
| total mondial  | $8,969,065 |

## Distinctions
Entre 1997 et 2002, Cube a été sélectionné 23 fois dans diverses catégories et a remporté 13 récompenses,.

### Récompenses
| Année | Festivals de cinéma                                     | Prix                                                                 | Lauréat(es)                                                                                                   |
| ----- | ------------------------------------------------------- | -------------------------------------------------------------------- | --- |
| 1997  | Cinéfest Sudbury                                        | Prix du meilleur long métrage de l'Ontario                           | Vincenzo Natali                                                                                               |
| 1997  | Festival International du Film de Toronto               | Prix du meilleur premier long métrage canadien                       | Vincenzo Natali                                                                                               |
| 1998  | Festival international du film de Catalogne             | Prix du meilleur film                                                | Vincenzo Natali                                                                                               |
| 1998  | Festival international du film de Catalogne             | Prix du meilleur scénario                                            | Vincenzo Natali, Graeme Manson et André Bijelic (A égalité avec Gaspar Noé pour Seul contre tous (film, 1998) |
| 1999  | Festival international du film fantastique de Bruxelles | Corbeau d'argent                                                     | Vincenzo Natali                                                                                               |
| 1999  | Canadian Society of Cinematographers Awards             | CSC Award de la meilleure photographie en long métrage théâtral      | Derek Rogers                                                                                                  |
| 1999  | Fantasporto                                             | Prix du public                                                       | Vincenzo Natali                                                                                               |
| 1999  | Fantasporto                                             | Prix international du film fantastique du meilleur film              | Vincenzo Natali                                                                                               |
| 1999  | Fantasporto                                             | Prix international du film fantastique des meilleurs effets spéciaux | Bob Munroe et John Mariella                                                                                   |
| 1999  | Festival international du film fantastique de Gérardmer | Grand Prix                                                           | Vincenzo Natali                                                                                               |
| 1999  | Festival international du film fantastique de Gérardmer | Prix de la Critique                                                  | Vincenzo Natali                                                                                               |
| 1999  | Festival international du film fantastique de Gérardmer | Prix du Public                                                       | Vincenzo Natali                                                                                               |
| 1999  | Festival international du film fantastique de Puchon    | Prix du jury                                                         | Vincenzo Natali                                                                                               |

### Nominations
| Année | Festivals de cinéma                                                  | Catégorie                                             | Nommé(es)                                                                          |
| ----- | -------------------------------------------------------------------- | ----------------------------------------------------- | ---------------------------------------------------------------------------------- |
| 1999  | Academy of Science Fiction, Fantasy and Horror Films - Saturn Awards | Meilleure édition DVD                                 | -                                                                                  |
| 1999  | Fangoria Chainsaw Awards                                             | Meilleur film à sortie limitée / directement en vidéo | -                                                                                  |
| 1999  | Festival international du film fantastique de Gérardmer              | Prix du Jury                                          | Vincenzo Natali                                                                    |
| 1999  | Prix Génie                                                           | Meilleur montage                                      | John Sanders                                                                       |
| 1999  | Prix Génie                                                           | Meilleure direction artistique                        | Jasna Stefanovic                                                                   |
| 1999  | Prix Génie                                                           | Meilleure musique                                     | Mark Korven                                                                        |
| 1999  | Prix Génie                                                           | Meilleur son                                          | Darcy Kite, Peter Kelly, Steve McNamee et Todd Warren                              |
| 1999  | Prix Génie                                                           | Meilleur montage sonore                               | Sue Conley, Stephen Barden, Craig Henighan, John Laing, Jill Purdy et John Sievert |
| 1999  | Festival international du film fantastique de Puchon                 | Le meilleur de Puchon                                 | Vincenzo Natali                                                                    |
| 2002  | Turkish Film Critics Association (SIYAD) Awards                      | Meilleur film étranger                                | 20e place                                                                          |

## Autour du film

### Analyse mathématique
Le film a recouru aux services du mathématicien professionnel David Pravica pour la conception du cube, la logique interne du film a donc une base mathématique.
Ainsi, le cube est constitué de 263 = 17576 pièces. Chacune d'entre elles est identifiée par un triplet d'entiers à trois chiffres et si l'un des nombres du triplet est une puissance d'un nombre premier, elle contient un piège mortel. Toutes les pièces se déplacent suivant un mécanisme basé sur l'étude des permutations qui permet à Leaven de trouver le chemin de la sortie.
Cependant les erreurs de réalisation, de dialogues et de traduction sont nombreuses, si bien que de nombreuses incohérences sont introduites par rapport aux règles de l'univers du film.

### Personnages
Les personnages portent le nom de pénitenciers :
- Quentin (policier) : la prison d'État San Quentin à Marin County, California
- Holloway (médecin) : la prison de Holloway à Londres
- Kazan (calculateur prodige) : la prison de Kazan en Russie
- Rennes (expert en évasion) : la prison de Rennes en France
- Alderson : le Alderson Federal Prison Camp (en) à Alderson, West Virginia
- Leaven (étudiante en mathématiques) et Worth (architecte) : le pénitencier fédéral de Leavenworth à Leavenworth, Kansas

### Métaphores
Le film Cube peut être considéré comme une sorte de métaphore du conditionnement des êtres humains dans la société.
Chacun des personnages a une fonction définie censée aider à résoudre l'énigme, mais les prisonniers du cube s'en rendent difficilement compte et se divisent au lieu de s'unir dans le but de trouver la sortie.
Sur les six victimes, seules deux sont tuées par le Cube et les autres s'entre-tuent.
Certains dialogues du film vont également dans ce sens :
- « Si l'on sépare bien les secteurs d'activité, la main gauche ignore ce que fait la main droite, et personne ne rencontre jamais le cerveau » ;
- « C'est un peu difficile à admettre, mais il n'y a pas de conspiration, et pas de cerveau démoniaque. Il s'agit d'une erreur » ;
- « Vous devez avoir en tête que ce que vous avez en face de vous. C'est ça le vrai défi, c'est réussir à vous sauver de vous-mêmes » ;
- « Je pense que nous devons nous poser les vraies questions : Qu'est-ce que ça veut et qu'est-ce que ça pense ?

Il faut envisager aussi que le realisateur est italien et en italien "incubo" signifie "cauchemar" » ;
- « – Il n'y a rien qui me donne envie d'aller dehors. – Qu'est-ce qu'il y a dehors ? – Une bêtise humaine illimitée. »